# Liste der Nummer-eins-Hits in Spanien (2024)
Diese Liste der Nummer-eins-Hits in Spanien im Jahr 2024 basiert auf den offiziellen Charts (Top 100 Canciones + Streaming und Top 100 Álbumes) der Productores de Música de España (Promusicae), der spanischen Landesgruppe der IFPI.

## Singles
| ← 2023 ← | Liste der Nummer-eins-Hits in Spanien | Liste der Nummer-eins-Hits in Spanien | Liste der Nummer-eins-Hits in Spanien | 2025 →                    |
| \| Zeitraum \| Wo. ges. \| Interpret \| Titel Autor(en) \| Zusätzliche Informationen \| \| (Zeitraum, Wochen auf Platz eins, Interpret, Titel, Autor[en], zusätzliche Informationen) \| \| \| \| \| \| ----------------------------------------------------------------------------------------- \| -------- \| ------------------------------------ \| -------------------------------------------------------------------------------------------------------------------------------------------------------------------------------------------------------------------------------------------------- \| ------------------------- \| \| 1. Dezember 2023 – 11. Januar 2024 6 Wochen \| 6 \| Dellafuente & Morad \| Manos rotas Morad El Khattouti El Hormi, Pablo Enoc Bayo Ruiz, Sohaib Temssamani, Gonzalo Nuviala Pedruzo, Antonio Jesús Narváez Aneas, Nassim Billal Diane, Louis Antoine Marie Jacoberger \| – \| \| 12. Januar 2024 – 1. Februar 2024 3 Wochen \| 3 \| Bizarrap feat. Young Miko \| Young Miko: Bzrp Music Sessions, Vol. 58 Joan Manuel Ubiñas Jiménez, Santiago Pablo Exequiel Alvarado, Gonzalo Julián Conde, Dominik Eulberg, Diego Amaury Lopez Crespo, María Victoria Ramírez de Arellano Cardona \| – \| \| 2. Februar 2024 – 15. Februar 2024 2 Wochen \| 2 \| Quevedo \| La última David Hernandez Garcia, Geovanny Javier Chasiloa Caza, Marcos Rafael Colasanti, Javier Falquet Moragues, Juan Pedro Moreno Carril, Pedro Luis Domínguez Quevedo \| – \| \| 16. Februar 2024 – 22. Februar 2024 1 Woche \| 1 \| Feid prod. ATL Jacob \| Luna Patrick Bodi, Salomón Villada Hoyos, Derrick Donte Miller Jr., Amman Moosa Nurani, Adam Fritzler, Jacob Denzal Canady \| – \| \| 23. Februar 2024 – 29. Februar 2024 1 Woche \| 1 \| JC Reyes feat. De La Ghetto \| Fardos Juan Manuel Cortés Reyes \| – \| \| 1. März 2024 – 11. April 2024 6 Wochen \| 6 \| Gonzy \| X’clusivo Elián González, Oliver Niño \| – \| \| 12. April 2024 – 18. April 2024 1 Woche \| 1 \| El Bobe & Omar Montes \| El conjuntito Estefano Berciano Garduno, Omar Ismael Montes, Andreu Serra Pradell, Blair Muir \| – \| \| 19. April 2024 – 2. Mai 2024 2 Wochen \| 2 \| Rvssian, Rauw Alejandro & Ayra Starr \| Santa Kevin Richard Thomas, Tarik Luke Johnston, Raúl Alejandro Ocasio Ruiz, Lucas Aurelien Sikidila, Oswaldo José Rangel Paternina, Oluwadamilare David Aderibigbe, Jorge Emmanuel Pizzaro Ruiz, Nathalia Marshall, Richard Iain Joshua McClashie \| – \| \| 3. Mai 2024 – 13. Juni 2024 6 Wochen \| 6 \| Saiko feat. JC Reyes & Dei V \| Badgyal Carlos Vidal Mejias Negrin, Miguel Cantos Gómez, José Andres Perez Garcia, Juan Manuel Cortés Reyes, Jaime Cosculluela, Ulises Barón Miranda, David Gerardo Rivera Juarbe \| – \| \| 14. Juni 2024 – 27. Juni 2024 2 Wochen \| 2 \| Trueno \| Real Gangsta Love Mateo Palacios Corazzina, Santiago Gabriel Ruiz, Luis Federico Vindver Arosa \| – \| \| 28. Juni 2024 – 11. Juli 2024 2 Wochen (insgesamt 16) \| 16 \| Karol G \| Si antes te hubiera conocido Alejandro Ramírez Suarez, Edgar Barrera, Carolina Giraldo Navarro, Andrés Jael Correa Rios \| – \| \| 12. Juli 2024 – 18. Juli 2024 1 Woche \| 1 \| Isabel Aaiún \| Potra salvaje Isabel Casado Muñoz, Pablo Mora Toral \| – \| \| 19. Juli 2024 – 24. Oktober 2024 14 Wochen (insgesamt 16) \| 16 \| Karol G \| Si antes te hubiera conocido Alejandro Ramírez Suarez, Edgar Barrera, Carolina Giraldo Navarro, Andrés Jael Correa Rios \| – \| \| 25. Oktober 2024 – 7. November 2024 2 Wochen \| 2 \| Myke Towers feat. Benny Blanco \| Degenere Orlando Jovani Cepeda Matos, Michael Anthony Torres Monge, Suzanne Nadine Vega, Benjamin Joseph Levin, Magnus August Høiberg, Blake Slatkin, Julio Emmanuel Batista Santos \| – \| \| 8. November 2024 – 14. November 2024 1 Woche \| 1 \| Clarent \| 1a Fabián Alexis Cartagena \| – \| \| 15. November 2024 – 21. November 2024 1 Woche \| 1 \| Rauw Alejandro feat. Bad Bunny \| Qué pasaría … Marco Daniel Borrero, Martin Hardie Coogan, Raúl Alejandro Ocasio Ruiz, Tomás Claro, Francisco Ignacio Espinosa Tlatelpa, Benito Antonio Martínez Ocasio, Jorge Emmanuel Pizarro Ruiz \| – \| \| 22. November 2024 – 12. Dezember 2024 3 Wochen \| 3 \| Quevedo feat. Aitana \| Gran vía Geovanny Javier Chasiloa Caza, Pedro Luis Domínguez Quevedo, Javier Falquet Moragues, Mauricio Rengifo, Andrés Torres Torres, David Hernández García, Juan Pedro Moreno Carril, Aitana Ocaña Morales, Francisco Zecca \| – \| \| 13. Dezember 2024 – 9. Januar 2025 4 Wochen (insgesamt 8) \| 8 \| Alleh & Yorghaki \| Capaz (Merengueton) Alleh Mezher, Yorghaki Yacoub \| – \| |                                       |                                       | |                           |
| ← 2023 |                                       |                                       | | → 2025 →                  |
| Zeitraum | Wo. ges.                              | Interpret                             | Titel Autor(en) | Zusätzliche Informationen |
| (Zeitraum, Wochen auf Platz eins, Interpret, Titel, Autor[en], zusätzliche Informationen) |                                       |                                       | |                           |
| 1. Dezember 2023 – 11. Januar 2024 6 Wochen | 6                                     | Dellafuente & Morad                   | Manos rotas Morad El Khattouti El Hormi, Pablo Enoc Bayo Ruiz, Sohaib Temssamani, Gonzalo Nuviala Pedruzo, Antonio Jesús Narváez Aneas, Nassim Billal Diane, Louis Antoine Marie Jacoberger                                                        | –                         |
| 12. Januar 2024 – 1. Februar 2024 3 Wochen | 3                                     | Bizarrap feat. Young Miko             | Young Miko: Bzrp Music Sessions, Vol. 58 Joan Manuel Ubiñas Jiménez, Santiago Pablo Exequiel Alvarado, Gonzalo Julián Conde, Dominik Eulberg, Diego Amaury Lopez Crespo, María Victoria Ramírez de Arellano Cardona                                | –                         |
| 2. Februar 2024 – 15. Februar 2024 2 Wochen | 2                                     | Quevedo                               | La última David Hernandez Garcia, Geovanny Javier Chasiloa Caza, Marcos Rafael Colasanti, Javier Falquet Moragues, Juan Pedro Moreno Carril, Pedro Luis Domínguez Quevedo                                                                          | –                         |
| 16. Februar 2024 – 22. Februar 2024 1 Woche | 1                                     | Feid prod. ATL Jacob                  | Luna Patrick Bodi, Salomón Villada Hoyos, Derrick Donte Miller Jr., Amman Moosa Nurani, Adam Fritzler, Jacob Denzal Canady | –                         |
| 23. Februar 2024 – 29. Februar 2024 1 Woche | 1                                     | JC Reyes feat. De La Ghetto           | Fardos Juan Manuel Cortés Reyes | –                         |
| 1. März 2024 – 11. April 2024 6 Wochen | 6                                     | Gonzy                                 | X’clusivo Elián González, Oliver Niño | –                         |
| 12. April 2024 – 18. April 2024 1 Woche | 1                                     | El Bobe & Omar Montes                 | El conjuntito Estefano Berciano Garduno, Omar Ismael Montes, Andreu Serra Pradell, Blair Muir | –                         |
| 19. April 2024 – 2. Mai 2024 2 Wochen | 2                                     | Rvssian, Rauw Alejandro & Ayra Starr  | Santa Kevin Richard Thomas, Tarik Luke Johnston, Raúl Alejandro Ocasio Ruiz, Lucas Aurelien Sikidila, Oswaldo José Rangel Paternina, Oluwadamilare David Aderibigbe, Jorge Emmanuel Pizzaro Ruiz, Nathalia Marshall, Richard Iain Joshua McClashie | –                         |
| 3. Mai 2024 – 13. Juni 2024 6 Wochen | 6                                     | Saiko feat. JC Reyes & Dei V          | Badgyal Carlos Vidal Mejias Negrin, Miguel Cantos Gómez, José Andres Perez Garcia, Juan Manuel Cortés Reyes, Jaime Cosculluela, Ulises Barón Miranda, David Gerardo Rivera Juarbe                                                                  | –                         |
| 14. Juni 2024 – 27. Juni 2024 2 Wochen | 2                                     | Trueno                                | Real Gangsta Love Mateo Palacios Corazzina, Santiago Gabriel Ruiz, Luis Federico Vindver Arosa | –                         |
| 28. Juni 2024 – 11. Juli 2024 2 Wochen (insgesamt 16) | 16                                    | Karol G                               | Si antes te hubiera conocido Alejandro Ramírez Suarez, Edgar Barrera, Carolina Giraldo Navarro, Andrés Jael Correa Rios | –                         |
| 12. Juli 2024 – 18. Juli 2024 1 Woche | 1                                     | Isabel Aaiún                          | Potra salvaje Isabel Casado Muñoz, Pablo Mora Toral | –                         |
| 19. Juli 2024 – 24. Oktober 2024 14 Wochen (insgesamt 16) | 16                                    | Karol G                               | Si antes te hubiera conocido Alejandro Ramírez Suarez, Edgar Barrera, Carolina Giraldo Navarro, Andrés Jael Correa Rios | –                         |
| 25. Oktober 2024 – 7. November 2024 2 Wochen | 2                                     | Myke Towers feat. Benny Blanco        | Degenere Orlando Jovani Cepeda Matos, Michael Anthony Torres Monge, Suzanne Nadine Vega, Benjamin Joseph Levin, Magnus August Høiberg, Blake Slatkin, Julio Emmanuel Batista Santos                                                                | –                         |
| 8. November 2024 – 14. November 2024 1 Woche | 1                                     | Clarent                               | 1a Fabián Alexis Cartagena | –                         |
| 15. November 2024 – 21. November 2024 1 Woche | 1                                     | Rauw Alejandro feat. Bad Bunny        | Qué pasaría … Marco Daniel Borrero, Martin Hardie Coogan, Raúl Alejandro Ocasio Ruiz, Tomás Claro, Francisco Ignacio Espinosa Tlatelpa, Benito Antonio Martínez Ocasio, Jorge Emmanuel Pizarro Ruiz                                                | –                         |
| 22. November 2024 – 12. Dezember 2024 3 Wochen | 3                                     | Quevedo feat. Aitana                  | Gran vía Geovanny Javier Chasiloa Caza, Pedro Luis Domínguez Quevedo, Javier Falquet Moragues, Mauricio Rengifo, Andrés Torres Torres, David Hernández García, Juan Pedro Moreno Carril, Aitana Ocaña Morales, Francisco Zecca                     | –                         |
| 13. Dezember 2024 – 9. Januar 2025 4 Wochen (insgesamt 8) | 8                                     | Alleh & Yorghaki                      | Capaz (Merengueton) Alleh Mezher, Yorghaki Yacoub | –                         |

## Alben
| ← 2023 ← | Liste der Nummer-eins-Hits in Spanien | Liste der Nummer-eins-Hits in Spanien | Liste der Nummer-eins-Hits in Spanien       | 2025 → |
| \| Zeitraum \| Wo. ges. \| Interpret \| Titel \| Zusätzliche Informationen \| \| (Zeitraum, Wochen auf Platz eins, Interpret, Titel, zusätzliche Informationen) \| \| \| \| \| \| ------------------------------------------------------------------------------ \| -------- \| --------------------------------- \| ------------------------------------------- \| ------------------------------------------------------------------------------------------------------------------------------------------------- \| \| 29. Dezember 2023 – 4. Januar 2024 1 Woche (insgesamt 2) \| 2 \| El Último de la Fila \| Desbarajuste piramidal \| – \| \| 5. Januar 2024 – 11. Januar 2024 1 Woche (insgesamt 5) \| 5 \| Bad Bunny \| Nadie sabe lo que va a pasar mañana \| – \| \| 12. Januar 2024 – 18. Januar 2024 1 Woche \| 1 \| Chanel \| ¡Agua! \| – \| \| 19. Januar 2024 – 25. Januar 2024 1 Woche \| 1 \| Eladio Carrión \| Sol María \| – \| \| 26. Januar 2024 – 22. Februar 2024 4 Wochen \| 4 \| Operación Triunfo \| Operación Triunfo 2023: Lo mejor (1ª Parte) \| – \| \| 23. Februar 2024 – 29. Februar 2024 1 Woche \| 1 \| Bad Gyal \| La joia \| – \| \| 1. März 2024 – 7. März 2024 1 Woche \| 1 \| Shinova \| El presente \| – \| \| 8. März 2024 – 14. März 2024 1 Woche \| 1 \| (Verschiedene Interpreten) \| Operación Triunfo 2023: Lo mejor parte 2 \| – \| \| 15. März 2024 – 21. März 2024 1 Woche \| 1 \| Estopa \| Estopía \| – \| \| 22. März 2024 – 28. März 2024 1 Woche \| 1 \| Shakira \| Las mujeres ya no lloran \| – \| \| 29. März 2024 – 4. April 2024 1 Woche \| 1 \| Beyoncé \| Cowboy Carter \| – \| \| 5. April 2024 – 11. April 2024 1 Woche \| 1 \| Derby Motoreta’s Burrito Kachimba \| Bolsa amarilla y piedra potente \| – \| \| 12. April 2024 – 18. April 2024 1 Woche \| 1 \| Supersubmarina \| La maqueta \| – \| \| 19. April 2024 – 25. April 2024 1 Woche (insgesamt 2) \| 2 \| Taylor Swift \| The Tortured Poets Department \| – \| \| 26. April 2024 – 2. Mai 2024 1 Woche (insgesamt 2) \| 2 \| Saiko \| Sakura \| – \| \| 3. Mai 2024 – 9. Mai 2024 1 Woche \| 1 \| Dua Lipa \| Radical Optimism \| – \| \| 10. Mai 2024 – 16. Mai 2024 1 Woche (insgesamt 2) \| 2 \| Saiko \| Sakura \| – \| \| 17. Mai 2024 – 30. Mai 2024 2 Wochen (insgesamt 3) \| 3 \| Billie Eilish \| Hit Me Hard and Soft \| – \| \| 31. Mai 2024 – 6. Juni 2024 1 Woche (insgesamt 2) \| 2 \| Taylor Swift \| The Tortured Poets Department \| – \| \| 7. Juni 2024 – 13. Juni 2024 1 Woche (insgesamt 3) \| 3 \| Billie Eilish \| Hit Me Hard and Soft \| – \| \| 14. Juni 2024 – 20. Juni 2024 1 Woche (insgesamt 2) \| 2 \| Dei V \| Quién es Dei V? \| – \| \| 21. Juni 2024 – 27. Juni 2024 1 Woche \| 1 \| Juanjo Bona \| Lo mejor de Juanjo Bona \| Alle sechs Finalisten veröffentlichten gleichzeitig ihr Best-of von Operación Triunfo und am erfolgreichsten ist der Viertplatzierte Juanjo Bona. \| \| 28. Juni 2024 – 4. Juli 2024 1 Woche (insgesamt 2) \| 2 \| Dei V \| Quién es Dei V? \| – \| \| 5. Juli 2024 – 11. Juli 2024 1 Woche (insgesamt 7) \| 7 \| Karol G \| Mañana será bonito \| Das Album war nach seinem Charteinstieg auf Platz 1 im Jahr zuvor ununterbrochen in den Top 10 und kehrt in der 72. Woche an die Spitze zurück. \| \| 12. Juli 2024 – 18. Juli 2024 1 Woche (insgesamt 2) \| 2 \| Chiara Oliver \| La libreta rosa \| – \| \| 19. Juli 2024 – 25. Juli 2024 1 Woche (insgesamt 7) \| 7 \| Karol G \| Mañana será bonito \| – \| \| 26. Juli 2024 – 1. August 2024 1 Woche (insgesamt 2) \| 2 \| Chiara Oliver \| La libreta rosa \| – \| \| 2. August 2024 – 22. August 2024 3 Wochen (insgesamt 7) \| 7 \| Karol G \| Mañana será bonito \| – \| \| 23. August 2024 – 29. August 2024 1 Woche \| 1 \| Sabrina Carpenter \| Short n’ Sweet \| – \| \| 30. August 2024 – 5. September 2024 1 Woche \| 1 \| Edurne \| Éxtasis \| – \| \| 6. September 2024 – 12. September 2024 1 Woche \| 1 \| Jhayco \| Le clique: vida rockstar (X) \| – \| \| 13. September 2024 – 19. September 2024 1 Woche \| 1 \| Ralphie Choo \| Supernova \| – \| \| 20. September 2024 – 3. Oktober 2024 2 Wochen \| 2 \| Omar Courtz \| Primera musa \| – \| \| 4. Oktober 2024 – 10. Oktober 2024 1 Woche \| 1 \| Coldplay \| Moon Music \| – \| \| 11. Oktober 2024 – 17. Oktober 2024 1 Woche \| 1 \| Love of Lesbian \| Ejército de salvación \| – \| \| 18. Oktober 2024 – 24. Oktober 2024 1 Woche \| 1 \| Antoñito Molina \| El club de los soñadores \| – \| \| 25. Oktober 2024 – 31. Oktober 2024 1 Woche \| 1 \| Dani Fernández \| La jauría \| – \| \| 1. November 2024 – 14. November 2024 2 Wochen \| 2 \| Duki \| Ameri \| – \| \| 15. November 2024 – 21. November 2024 1 Woche \| 1 \| Rauw Alejandro \| Cosa nuestra \| – \| \| 22. November 2024 – 28. November 2024 1 Woche (insgesamt 4) \| 4 \| Quevedo \| Buenas noches \| – \| \| 29. November 2024 – 5. Dezember 2024 1 Woche \| 1 \| Dani Martín \| El último día de nuestras vidas \| – \| \| 6. Dezember 2024 – 19. Dezember 2024 2 Wochen (insgesamt 4) \| 4 \| Quevedo \| Buenas noches \| – \| \| 20. Dezember 2024 – 26. Dezember 2024 1 Woche \| 1 \| David Bisbal \| Todo es posible en Navidad \| – \| \| 27. Dezember 2024 – 2. Januar 2025 1 Woche (insgesamt 4) \| 4 \| Quevedo \| Buenas noches \| – \| |                                       |                                       |                                             | |
| ← 2023 |                                       |                                       |                                             | → 2025 → |
| Zeitraum | Wo. ges.                              | Interpret                             | Titel                                       | Zusätzliche Informationen |
| (Zeitraum, Wochen auf Platz eins, Interpret, Titel, zusätzliche Informationen) |                                       |                                       |                                             | |
| 29. Dezember 2023 – 4. Januar 2024 1 Woche (insgesamt 2) | 2                                     | El Último de la Fila                  | Desbarajuste piramidal                      | – |
| 5. Januar 2024 – 11. Januar 2024 1 Woche (insgesamt 5) | 5                                     | Bad Bunny                             | Nadie sabe lo que va a pasar mañana         | – |
| 12. Januar 2024 – 18. Januar 2024 1 Woche | 1                                     | Chanel                                | ¡Agua!                                      | – |
| 19. Januar 2024 – 25. Januar 2024 1 Woche | 1                                     | Eladio Carrión                        | Sol María                                   | – |
| 26. Januar 2024 – 22. Februar 2024 4 Wochen | 4                                     | Operación Triunfo                     | Operación Triunfo 2023: Lo mejor (1ª Parte) | – |
| 23. Februar 2024 – 29. Februar 2024 1 Woche | 1                                     | Bad Gyal                              | La joia                                     | – |
| 1. März 2024 – 7. März 2024 1 Woche | 1                                     | Shinova                               | El presente                                 | – |
| 8. März 2024 – 14. März 2024 1 Woche | 1                                     | (Verschiedene Interpreten)            | Operación Triunfo 2023: Lo mejor parte 2    | – |
| 15. März 2024 – 21. März 2024 1 Woche | 1                                     | Estopa                                | Estopía                                     | – |
| 22. März 2024 – 28. März 2024 1 Woche | 1                                     | Shakira                               | Las mujeres ya no lloran                    | – |
| 29. März 2024 – 4. April 2024 1 Woche | 1                                     | Beyoncé                               | Cowboy Carter                               | – |
| 5. April 2024 – 11. April 2024 1 Woche | 1                                     | Derby Motoreta’s Burrito Kachimba     | Bolsa amarilla y piedra potente             | – |
| 12. April 2024 – 18. April 2024 1 Woche | 1                                     | Supersubmarina                        | La maqueta                                  | – |
| 19. April 2024 – 25. April 2024 1 Woche (insgesamt 2) | 2                                     | Taylor Swift                          | The Tortured Poets Department               | – |
| 26. April 2024 – 2. Mai 2024 1 Woche (insgesamt 2) | 2                                     | Saiko                                 | Sakura                                      | – |
| 3. Mai 2024 – 9. Mai 2024 1 Woche | 1                                     | Dua Lipa                              | Radical Optimism                            | – |
| 10. Mai 2024 – 16. Mai 2024 1 Woche (insgesamt 2) | 2                                     | Saiko                                 | Sakura                                      | – |
| 17. Mai 2024 – 30. Mai 2024 2 Wochen (insgesamt 3) | 3                                     | Billie Eilish                         | Hit Me Hard and Soft                        | – |
| 31. Mai 2024 – 6. Juni 2024 1 Woche (insgesamt 2) | 2                                     | Taylor Swift                          | The Tortured Poets Department               | – |
| 7. Juni 2024 – 13. Juni 2024 1 Woche (insgesamt 3) | 3                                     | Billie Eilish                         | Hit Me Hard and Soft                        | – |
| 14. Juni 2024 – 20. Juni 2024 1 Woche (insgesamt 2) | 2                                     | Dei V                                 | Quién es Dei V?                             | – |
| 21. Juni 2024 – 27. Juni 2024 1 Woche | 1                                     | Juanjo Bona                           | Lo mejor de Juanjo Bona                     | Alle sechs Finalisten veröffentlichten gleichzeitig ihr Best-of von Operación Triunfo und am erfolgreichsten ist der Viertplatzierte Juanjo Bona. |
| 28. Juni 2024 – 4. Juli 2024 1 Woche (insgesamt 2) | 2                                     | Dei V                                 | Quién es Dei V?                             | – |
| 5. Juli 2024 – 11. Juli 2024 1 Woche (insgesamt 7) | 7                                     | Karol G                               | Mañana será bonito                          | Das Album war nach seinem Charteinstieg auf Platz 1 im Jahr zuvor ununterbrochen in den Top 10 und kehrt in der 72. Woche an die Spitze zurück.   |
| 12. Juli 2024 – 18. Juli 2024 1 Woche (insgesamt 2) | 2                                     | Chiara Oliver                         | La libreta rosa                             | – |
| 19. Juli 2024 – 25. Juli 2024 1 Woche (insgesamt 7) | 7                                     | Karol G                               | Mañana será bonito                          | – |
| 26. Juli 2024 – 1. August 2024 1 Woche (insgesamt 2) | 2                                     | Chiara Oliver                         | La libreta rosa                             | – |
| 2. August 2024 – 22. August 2024 3 Wochen (insgesamt 7) | 7                                     | Karol G                               | Mañana será bonito                          | – |
| 23. August 2024 – 29. August 2024 1 Woche | 1                                     | Sabrina Carpenter                     | Short n’ Sweet                              | – |
| 30. August 2024 – 5. September 2024 1 Woche | 1                                     | Edurne                                | Éxtasis                                     | – |
| 6. September 2024 – 12. September 2024 1 Woche | 1                                     | Jhayco                                | Le clique: vida rockstar (X)                | – |
| 13. September 2024 – 19. September 2024 1 Woche | 1                                     | Ralphie Choo                          | Supernova                                   | – |
| 20. September 2024 – 3. Oktober 2024 2 Wochen | 2                                     | Omar Courtz                           | Primera musa                                | – |
| 4. Oktober 2024 – 10. Oktober 2024 1 Woche | 1                                     | Coldplay                              | Moon Music                                  | – |
| 11. Oktober 2024 – 17. Oktober 2024 1 Woche | 1                                     | Love of Lesbian                       | Ejército de salvación                       | – |
| 18. Oktober 2024 – 24. Oktober 2024 1 Woche | 1                                     | Antoñito Molina                       | El club de los soñadores                    | – |
| 25. Oktober 2024 – 31. Oktober 2024 1 Woche | 1                                     | Dani Fernández                        | La jauría                                   | – |
| 1. November 2024 – 14. November 2024 2 Wochen | 2                                     | Duki                                  | Ameri                                       | – |
| 15. November 2024 – 21. November 2024 1 Woche | 1                                     | Rauw Alejandro                        | Cosa nuestra                                | – |
| 22. November 2024 – 28. November 2024 1 Woche (insgesamt 4) | 4                                     | Quevedo                               | Buenas noches                               | – |
| 29. November 2024 – 5. Dezember 2024 1 Woche | 1                                     | Dani Martín                           | El último día de nuestras vidas             | – |
| 6. Dezember 2024 – 19. Dezember 2024 2 Wochen (insgesamt 4) | 4                                     | Quevedo                               | Buenas noches                               | – |
| 20. Dezember 2024 – 26. Dezember 2024 1 Woche | 1                                     | David Bisbal                          | Todo es posible en Navidad                  | – |
| 27. Dezember 2024 – 2. Januar 2025 1 Woche (insgesamt 4) | 4                                     | Quevedo                               | Buenas noches                               | – |

## Jahreshitparaden
| ← 2023 ← | Liste der Nummer-eins-Hits in Spanien | Liste der Nummer-eins-Hits in Spanien         | Liste der Nummer-eins-Hits in Spanien | 2025 →   |
| \| Singles \| Position# \| Alben \| \| --------------------------------------------------------------------------------------------------------------------------------------------------------------------------------------------------------------------------------------------------------------------------------------- \| --------- \| --------------------------------------------- \| \| Si antes te hubiera conocido Karol G Alejandro Ramírez Suarez, Edgar Barrera, Carolina Giraldo Navarro, Andrés Jael Correa Rios \| 1 \| The Tortured Poets Department Taylor Swift \| \| Luna Feid prod. ATL Jacob Patrick Bodi, Salomón Villada Hoyos, Derrick Donte Miller Jr., Amman Moosa Nurani, Adam Fritzler, Jacob Denzal Canady \| 2 \| Mañana será bonito Karol G \| \| X’clusivo Gonzy Elián González, Oliver Niño \| 3 \| Donde quiero estar Quevedo \| \| La falda Myke Towers Jean Carlos Hernández-Espinell, Carlos Alberto Butter Aguila, Julio Emmanuel Batista Santos, José M. Reyes Díaz, Ralph Jemar Milln Calderon, Siggy Vázquez Rodriguez, Orlando Jovani Cepada Matos, Michael Anthony Torres Monge \| 4 \| Sakura Saiko \| \| Santa Rvssian, Rauw Alejandro & Ayra Starr Kevin Richard Thomas, Tarik Luke Johnston, Raúl Alejandro Ocasio Ruiz, Lucas Aurelien Sikidila, Oswaldo José Rangel Paternina, Oluwadamilare David Aderibigbe, Jorge Emmanuel Pizzaro Ruiz, Nathalia Marshall, Richard Iain Joshua McClashie \| 5 \| Un verano sin ti Bad Bunny \| \| Potra salvaje Isabel Aaiún Isabel Casado Muñoz, Pablo Mora Toral \| 6 \| Nadie sabe lo que va a pasar mañana Bad Bunny \| \| Gata Only FloyyMenor feat. Cris MJ Alan Felipe Cepeda Galleguillos, Cristhofer Andrés Álvarez García, Christian Yamil Nazario \| 7 \| Alpha Aitana \| \| Badgyal Saiko feat. JC Reyes & Dei V Carlos Vidal Mejias Negrin, Miguel Cantos Gómez, José Andres Perez Garcia, Juan Manuel Cortés Reyes, Jaime Cosculluela, Ulises Barón Miranda, David Gerardo Rivera Juarbe \| 8 \| Cowboys de la A3 Arde Bogotá \| \| Manos rotas Dellafuente & Morad Morad El Khattouti El Hormi, Pablo Enoc Bayo Ruiz, Sohaib Temssamani, Gonzalo Nuviala Pedruzo, Antonio Jesús Narváez Aneas, Nassim Billal Diane, Louis Antoine Marie Jacoberger \| 9 \| Buenas noches Quevedo \| \| La bachata Manuel Turizo Luis Miguel Gómez Castaño, Edgar Barrera, Andrés Jael Correa Rios, Juan Diego Medina Vélez, Manuel Turizo Zapata, Miguel Andrés Martinez Perea \| 10 \| Mañana será bonito (Bichota Season) Karol G \| |                                       |                                               |                                       |          |
| ← 2023 |                                       |                                               |                                       | → 2025 → |
| Singles | Position#                             | Alben                                         |                                       |          |
| Si antes te hubiera conocido Karol G Alejandro Ramírez Suarez, Edgar Barrera, Carolina Giraldo Navarro, Andrés Jael Correa Rios | 1                                     | The Tortured Poets Department Taylor Swift    |                                       |          |
| Luna Feid prod. ATL Jacob Patrick Bodi, Salomón Villada Hoyos, Derrick Donte Miller Jr., Amman Moosa Nurani, Adam Fritzler, Jacob Denzal Canady | 2                                     | Mañana será bonito Karol G                    |                                       |          |
| X’clusivo Gonzy Elián González, Oliver Niño | 3                                     | Donde quiero estar Quevedo                    |                                       |          |
| La falda Myke Towers Jean Carlos Hernández-Espinell, Carlos Alberto Butter Aguila, Julio Emmanuel Batista Santos, José M. Reyes Díaz, Ralph Jemar Milln Calderon, Siggy Vázquez Rodriguez, Orlando Jovani Cepada Matos, Michael Anthony Torres Monge | 4                                     | Sakura Saiko                                  |                                       |          |
| Santa Rvssian, Rauw Alejandro & Ayra Starr Kevin Richard Thomas, Tarik Luke Johnston, Raúl Alejandro Ocasio Ruiz, Lucas Aurelien Sikidila, Oswaldo José Rangel Paternina, Oluwadamilare David Aderibigbe, Jorge Emmanuel Pizzaro Ruiz, Nathalia Marshall, Richard Iain Joshua McClashie | 5                                     | Un verano sin ti Bad Bunny                    |                                       |          |
| Potra salvaje Isabel Aaiún Isabel Casado Muñoz, Pablo Mora Toral | 6                                     | Nadie sabe lo que va a pasar mañana Bad Bunny |                                       |          |
| Gata Only FloyyMenor feat. Cris MJ Alan Felipe Cepeda Galleguillos, Cristhofer Andrés Álvarez García, Christian Yamil Nazario | 7                                     | Alpha Aitana                                  |                                       |          |
| Badgyal Saiko feat. JC Reyes & Dei V Carlos Vidal Mejias Negrin, Miguel Cantos Gómez, José Andres Perez Garcia, Juan Manuel Cortés Reyes, Jaime Cosculluela, Ulises Barón Miranda, David Gerardo Rivera Juarbe | 8                                     | Cowboys de la A3 Arde Bogotá                  |                                       |          |
| Manos rotas Dellafuente & Morad Morad El Khattouti El Hormi, Pablo Enoc Bayo Ruiz, Sohaib Temssamani, Gonzalo Nuviala Pedruzo, Antonio Jesús Narváez Aneas, Nassim Billal Diane, Louis Antoine Marie Jacoberger | 9                                     | Buenas noches Quevedo                         |                                       |          |
| La bachata Manuel Turizo Luis Miguel Gómez Castaño, Edgar Barrera, Andrés Jael Correa Rios, Juan Diego Medina Vélez, Manuel Turizo Zapata, Miguel Andrés Martinez Perea | 10                                    | Mañana será bonito (Bichota Season) Karol G   |                                       |          |